# 6541 Yuan
6541 Yuan è un asteroide della fascia principale. Scoperto nel 1984, presenta un'orbita caratterizzata da un semiasse maggiore pari a 3,1325984 UA e da un'eccentricità di 0,1373244, inclinata di 0,71158° rispetto all'eclittica.
L'asteroide è dedicato a Dah-Ning Yuan, scienziato del JPL impegnatosi nella determinazione del campo magnetico terrestre attraverso l'analisi dei dati raccolti dalla missione GRACE.